# 指田義雄

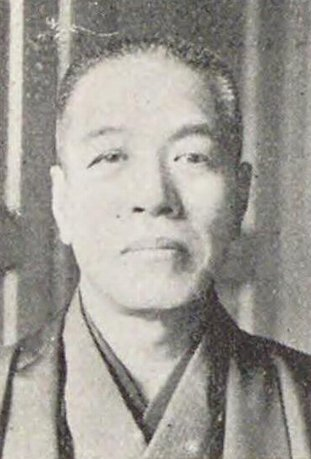
指田義雄

指田 義雄（さしだ よしお、慶応3年1月3日（1867年2月7日） - 大正15年（1926年）9月23日）は、日本の衆議院議員（立憲政友会）。弁護士。東京米穀取引所理事長。

## 経歴
武蔵国埼玉郡袋村（埼玉県北埼玉郡下忍村、吹上町を経て現在の鴻巣市袋）出身。北埼玉郡役所に勤務した後、1887年（明治20年）に英吉利法律学校（現在の中央大学）に入学した。1890年（明治30年）、東京法学院（英吉利法律学校が改称）を卒業し、翌年に弁護士試験に合格した。弁護士として担当した事件のうち、馬車に轢かれた子どもが小指を損傷した事故では千円の損害賠償を勝ち取った。この判決は身体損害賠償の最初の判例となった。
1909年（明治42年）、大日本製糖株式会社が破たんすると、渋沢栄一の推薦でのその整理にあたり、常務監査役に就任した。1910年（明治43年）、東京米穀取引所理事となり、1916年（大正5年）に理事長に就任した。また東京商業会議所議員、同会頭を務めた。
1912年（明治45年）、第11回衆議院議員総選挙に出馬し、当選。第14回に至るまで連続当選を果たした。
その他、北武鉄道株式会社社長、東洋製糖株式会社監査役、帝国電灯株式会社監査役、武蔵水電株式会社監査役、北陸水電株式会社取締役、日米生糸株式会社取締役、朝鮮産業鉄道株式会社取締役、中央大学理事などを務めた。